# にーはち.スポーツ
『にーはち.スポーツ』（にーはちスポーツ）は、エフエム北海道（AIR-G'）で放送しているラジオ番組。

## 概要
スポーツの話が2割、スポーツ以外の話が8割というコンセントのスポーツ番組。
2024年1月8日放送分から、COCONO SUSUKINO内にあるオープンスタジオ「MID.α STUDIO」から公開生放送をおこなっている。